# Pauline Ranvier
Pauline Ranvier (Paris, 14 de abril de 1994) é uma esgrimista francesa, medalhista olímpica.

## Carreira
Ranvier conquistou a medalha de prata nos Jogos Olímpicos de Verão de 2020 em Tóquio ao lado de Anita Blaze, Astrid Guyart e Ysaora Thibus, após confronto contra as russas Inna Deriglazova, Larisa Korobeynikova, Marta Martyanova e Adelina Zagidullina na disputa de florete por equipes.